# AsciiDoc
AsciiDoc è un formato per documenti di testo, a marcatori, leggibile direttamente da sorgente e semanticamente equivalente a DocBook XML, che usa convenzioni di testo semplice come marcatori. Documenti AsciiDoc possono essere creati usando un qualunque editor di testo semplice e letti “come stanno”, o trasformati in HTML o qualsiasi altro formato supportato dal gruppo di programmi di elaborazione di DocBook, come PDF, TeX, pagine man Unix, e-book, presentazioni, ecc.

## Storia
AsciiDoc è stato creato nel 2002 da Stuart Rackham, a cui si deve la pubblicazione degli strumenti "asciidoc" e "a2x", scritti in linguaggio di programmazione Python per convertire file di testo semplice, "umanamente leggibili", in formati standard per la pubblicazione di documenti.
Un'implementazione in Ruby chiamata "Asciidoctor", pubblicata nel 2013, viene usata da GitHub e fornisce anche un metodo per l'uso di Asciidoc in Java.
Alcuni dei libri e ebook di O'Reilly Media sono generati partendo da sorgenti AsciiDoc.
Buona parte della documentazione di Git è scritta in AsciiDoc.

## Esempio
Il seguente testo mostra l'uso di marcatori AsciiDoc e un risultato simile a quello prodotto da un elaboratore di AsciiDoc:
| Testo sorgente AsciiDoc |
| --- |
| = Mio articolo P. Rossi http://wikipedia.org[Wikipedia] è un'enciclopedia on-line, disponibile in inglese e molte altre lingue. == Software You can install 'package-name' using the +gem+ command: gem install package-name == Hardware I metalli usati comunemente sono: * rame * stagno * piombo |

| HTML-rendered result |
| --- |
| Mio articolo P. Rossi Wikipedia è un'enciclopedia on-line, disponibile in inglese e molte altre lingue. Software You can install package-name using the gem command: gem install package-name Hardware Metalli usati comunemente sono: - rame - stagno - piombo |